# Marino Sanuto el Viejo
Marino Sanuto, llamado el Viejo o Torcello (1260 - 1338) fue un viajero y geógrafo veneciano recordado por sus viajes a Palestina y por la obra que escribió sobre ellos, Secreta fidelium Crucis.

## Biografía
Nacido en una familia noble veneciana Sanudo Candiano, Casa de Candia Sanudo, Marino Sanuto el Viejo hizo cinco viajes a Palestina y trató de revivir el espíritu de las Cruzadas. Con este fin, escribió su obra más famosa que lleva por título Secreta fidelium Crucis, que trata sobre la historia, las rutas comerciales, el comercio y la política de Tierra Santa.
Iniciada la obra en 1306, la presenta al papa Clemente V en 1307 como el verdadero manual del cruzado para ir a la conquista de Tierra Santa. A partir de entonces, retorna al trabajo y escribe dos libros más 1312 y 1321, y los presenta a Juan XXII en 1321 con mapas del mundo, de Palestina, del Mediterráneo, del mar Negro y de las costas europeas, así como planos de las ciudades de Jerusalén, Antioquia y San Juan de Acre. También mandó una copia al rey de Francia, al que Sanuto deseaba poner a la cabeza de una nueva cruzada.
El  Secreta fidelium Crucis  fue publicado por Jacques Bongars en Gesta Dei per Francos (Hannover, 1611), y en De Marini y scriptis Sanuti vita Postansque (1855).